# Uuran Särkijärvi
Uuran Särkijärvi är en sjö i kommunen Kemijärvi i landskapet Lappland i Finland. Den är 1,8 meter djup. Arean är 43 hektar och strandlinjen är 3,07 kilometer lång. Sjön  ingår i Kemi älvs huvudavrinningsområde.   Den ligger omkring 46 kilometer öster om Rovaniemi och omkring 720 kilometer norr om Helsingfors. 